# 欧特雷普
欧特雷普（法語：Autreppes，法語發音：[otʁɛp]）是法国上法蘭西大區埃纳省的一个市镇，属于韦尔万区。

## 地理
欧特雷普（49°54'13"N, 3°51'21"E）面积6.78 平方千米，位于法国上法蘭西大區埃纳省，该省份为法国北部内陆省份，北起北部省，西接索姆省和瓦兹省，东临阿登省和马恩省，西南至塞纳-马恩省，东北部与比利时接壤。
与欧特雷普接壤的市镇（或旧市镇、城区）包括：埃尔卢瓦、欧蒂翁、莱尼、圣阿尔吉、索尔拜。

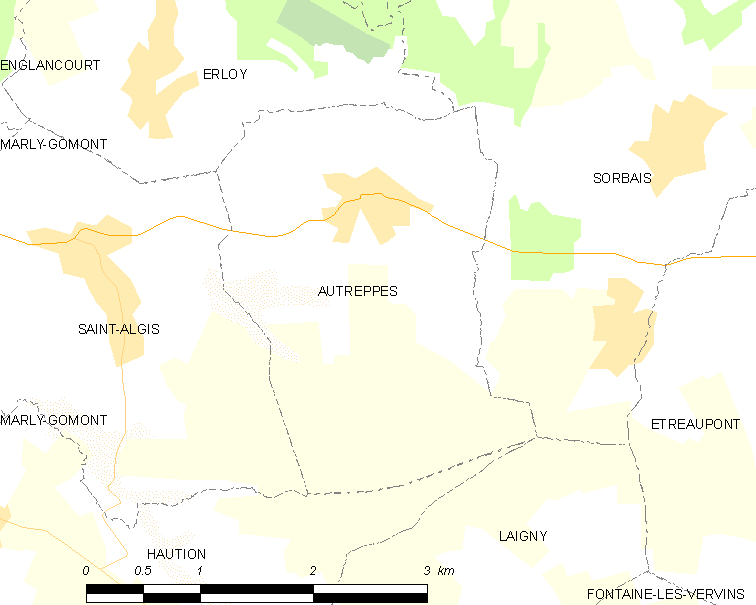
欧特雷普的OSM定位图

欧特雷普的时区为UTC+01:00、UTC+02:00（夏令时）。

## 行政
欧特雷普的邮政编码为02580，INSEE市镇编码为02040。

## 政治
欧特雷普所属的省级选区为韦尔万县。

## 人口

1962-2008年间欧特雷普人口变化图示

欧特雷普于2022年1月1日时的人口数量为176人。